# ケルマデック諸島
ケルマデック諸島またはケルマデク諸島（ケルマデックしょとう、英: Kermadec Islands）は、南太平洋のニュージーランド領の火山諸島で、ニュージーランド北島の北北東約1000 km（キロメートル）に位置している。

## 概要
面積33.5 km2 の岩礁から成る。ケルマデック諸島は火山性の山がちの島々で、周囲の海はサンゴ礁になっている。そして地震が多いところでもある。最大の島は面積18 km2 のラウル島（英: Raoul Island; 別名: サンデー島 (Sunday Island)）である。

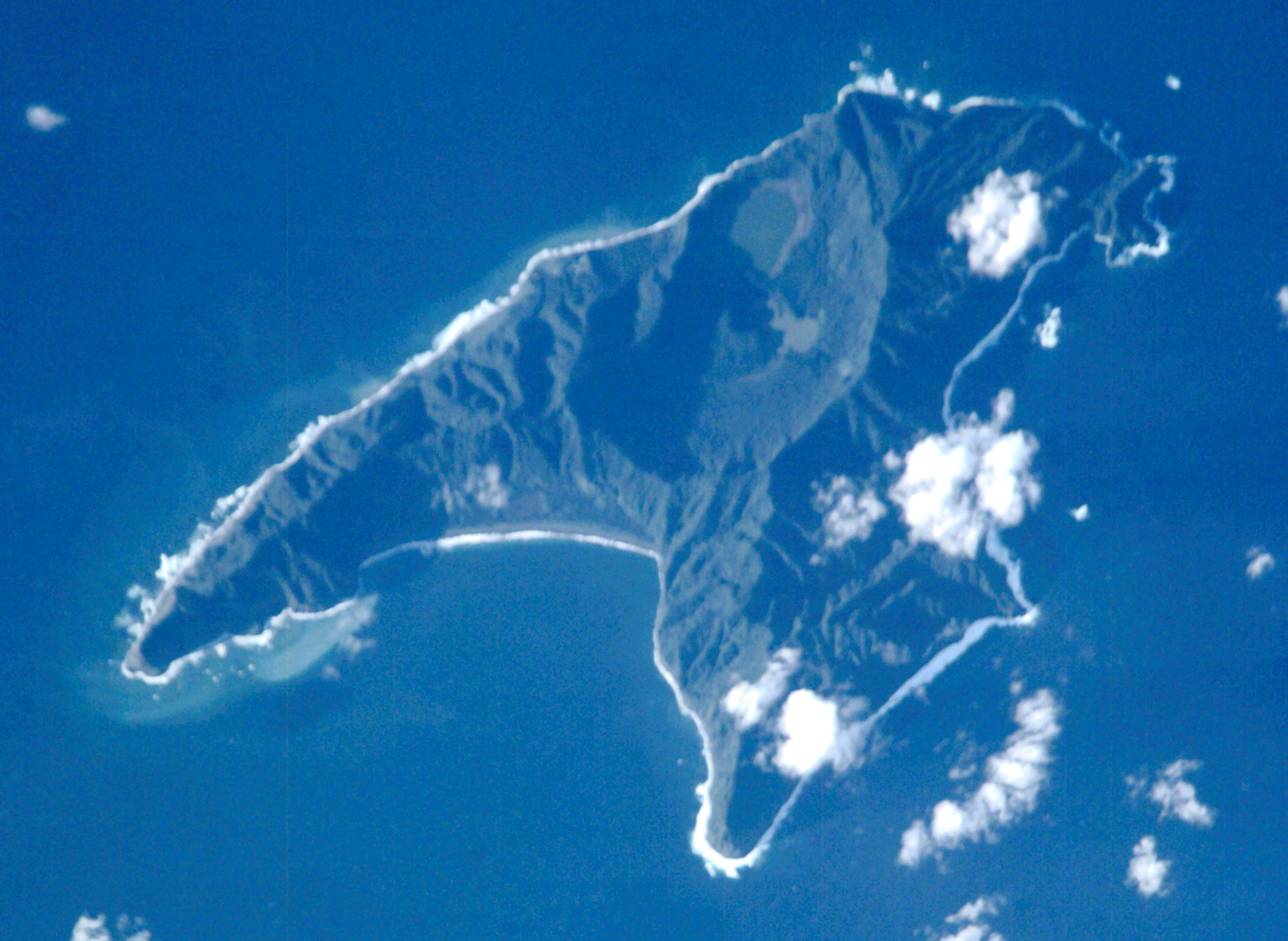
ラウル島

ラウル島は断崖が多い、肥沃な火山の島である。ケルマデック諸島の最高峰である、516 m（メートル）のラウル山がラウル島にあり、この山は活発なカルデラ型の活火山で、過去に何度か噴火もしている。1937年まで、入植者が定住していた（現在でもその家や墓などがある）。そのほかは、現在では気象観測所のスタッフや科学者などの関係者以外の、一般の定住者は住んでいない。デナムベイは島最大の湾で、北部のフリートウッドブラフという崖に気象観測所や短波ラジオ局、ニュージーランド最北端の前哨基地のラウル島ステーションなどがあり、またボランティアの為のホステルの宿泊施設がある。四輪トラクターや四輪駆動車、四輪バギーは島内の主な交通手段である。
ラウル島以外の他の島はラウル島の付近のマイヤー島とフィッシング・ロック、ネーピア島とニュージェント島とヘラルド島とシャンテ島、マッコーリー島（英: Macauley Island）、カーティス島（英: Curtis Island）とチーズマン島（英: Cheeseman Island）、エス・ペランス・ロック、ヘイヴァー・ロックなどで、いずれも無人島である。
諸島東方にはトンガ海溝に続くケルマデック海溝（最深で9994 m）が南北に連なっている。

## 歴史
14世紀頃まで、マオリ族がカヌーで諸島に訪れて、定住していたとされるが、1788年イギリスのレディー・ペンリン号のシビア船長とワット中尉により発見された時、無人島であった。1793年にはフランスのエスペランス号のダントルカストー少将が行方不明のフランス人探検家ラ・ペルーズを捜索している時、ラウル島に到着した。ダントルカストー少将の部下である、ジャン＝ミシェル・ユオン・ド・ケルマデックの名を諸島に名付けた。
1796年イギリス船ブリタニア号のレイブン船長により、再発見。1810年から1860年はサンデー島（ラウル島）の湾（現デナムベイ）は太平洋に於ける捕鯨の基地として入植もされた。まず最初の入植者は1837年にサモア人妻を持つベーカーとマオリの妻を持つジェームズ・リード船長が入植。野菜やバナナなどの栽培をしたり、魚を捕獲して暮らし、捕鯨船に新鮮な水の提供をしていた。しかし、1853年までに地震や火山噴火で、ベーカー一家やリード一家ら入植者はサンデー島から離れ、無人島と化した。翌年の1854年イギリス戦艦ヘラルド号のヘンリー・M・デナム船長は無人島と化したサンデー島の調査を行った。同行した息子のフリート・ジェームズ・デナムは熱帯性熱病にかかり、同島にて16歳で没している。
1870年にクリスジョンソン一家がサンデー島に入植するが火山噴火で離島。その後トンガ人の妻と共にアメリカ人水兵も島に住み着いたが、1872年にやはり火山噴火で、一家は離島している。
無人島化したサンデー島に1878年トーマス・ベルが妻フレデリカと6人の子供と共に、サンデー島に住み着いた。ベル一家は島でノーフォーク島からノーフォークマツを植えたり、野菜や果物など栽培をし、捕鯨船（ノーフォーク島のバウンティ号の反乱者の子孫の捕鯨船等）と食料交換をし、ニュージーランドのオークランドから羊や牛など導入し家畜の飼育もしながら、1937年まで住み続けた。
1888年にニュージーランドの一部としてのイギリス領となる。1938年ニュージーランド政府は短波ラジオ局や気象観測を設立。1990年には諸島の周囲の海は海洋保護区に指定された。
2012年、NASAの地球観測衛星テラによって、茶色の「浮島」が発見された。観測データによると、この浮島は多数の軽石が集まった集合体で、7月28日に初めて出現し、その後も徐々に面積を拡大しつつあるという。海底火山の噴火が原因と見られ、8月13日には全長約450キロにまで達した。

## その他
オエクシ＝アンベノ首長国など存在しない仮想国家を宣言をして有名になったブルース・グレンヴィルと言うニュージーランド人のアナキスト（無政府主義者）のアーティスタンプのプロデューサーが、1930年代に、ニュージーランドの女性至上主義者たちが入植を開始したとされ、女性至上主義入植者たちは、先住入植者が撤退した1937年に王国として独立を宣言し、1998年にアヴェリーン女王が王国を解体して共和国になったと言う仮想の歴史を作り上げ、ラウル共和国を宣言したと言う悪戯のデマを仕掛けた。なので、もちろん、ニュージーランド政府を初め、ラウル共和国を承認している国家は存在しない。因みにグレンヴィルによるとラウル共和国は他の彼が考えた仮想上の「国」と共に、彼が独自に仮想した国連である独立国家国際評議会（ICIS）の加盟国と言う設定になっている。これは彼がアーティスタンプとして制作している仮想国家シリーズの偽切手のひとつである。ラウル共和国はSMをテーマにした「国」の設定で、ピアスだらけのSMパンクのファッションモデルの故アヴェリーン（Mistress Aveline）がラウル共和国の切手にそのまま採用されていた。